# Parental Advisory

Parental Advisory, egentligen Parental Advisory: Explicit Content (ungefär "Råd till föräldrar: uttrycksfullt innehåll"), är ett varningsmeddelande som branschorganisationen Recording Industry Association of America (RIAA) kräver ska finnas på omslagen till ljud- och bildupptagningar som innehåller ett stötande språkbruk eller annat som kan verka stötande och som säljs i USA. Musikalbum började etiketteras med "explicit lyrics" 1985 efter påtryckningar från föräldraorganisationen Parents Music Resource Center (PMRC). Man släppte 1985 en lista med de 15 "värsta" låtarna som man kallade The Filthy Fifteen. 1990 utformades den kända svarta och vita etiketten av RIAA i samarbete med PMRC. I vissa kretsar är den känd som "the Tipper sticker" ("Tipper-märket") efter Al Gores fru Tipper Gore som hade en framträdande roll i PMRC. 
Somliga politiker har försökt kriminalisera försäljning av PA-märkt musik till minderåriga och några har gått så långt som att försöka förbjuda innehavet av sådan musik. Vissa återförsäljare säljer inte musikalbum med etiketten och många begränsar försäljningen till vuxna eller har en åldersgräns på 17 år. Etiketten är vanligast på musikalbum med hårdrock, modern dansmusik, alternativrock, punk och framför allt hiphop men kan sättas på album från alla musikstilar om innehållet är sådant att RIAA bedömer att det kräver en PA-märkning. Märkningen är kopplad till religionsfriheten som för barn anses få styras av föräldrarna. Om föräldrarna inte vill att barnen ska ta del av hädiskt, sexuellt och annat religiöst stötande språkbruk, får de en varning via märkningen.
USA har inte lagstiftad censur, utan denna klassificering är liksom "filmcensuren" produktionskoden, en rekommendation som en branschorganisation gör. Företag som inte följer rekommendationen får inte lagstadgade straff men kan smutskastas i pressen och uteslutas från välkända distributionskanaler.

### Allmänna källor
- RIAA - Parental Advisory